# Sassi Ritti

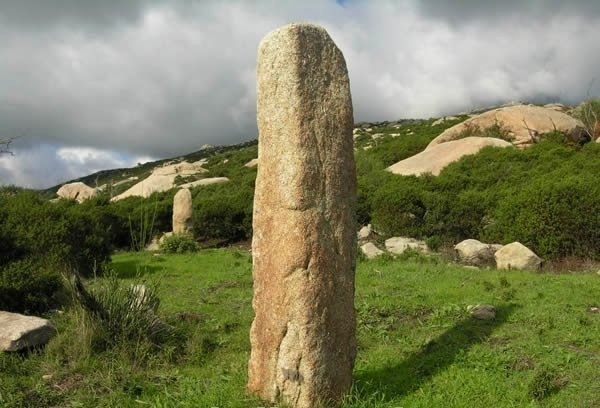
Menhire von Sassi Ritti

Die Sassi Ritti (deutsch aufrechte Steine) sind vier Menhire in der Pietra Murata beim Dorf San Piero in Campo, Ortsteil der Gemeinde Campo nell’Elba, und nahe der Nekropolen von Piane alla Sughera  und Lo Spino der Villanova-Kultur im Westen der italienischen Insel Elba.
Die vier bildlosen, im Querschnitt etwa rechteckigen Menhire mit unterschiedlichen Höhen unterhalb von zwei Metern sind eine etwa Nord–Süd-orientierte Reihe von Monolithen, wie sie verziert auf Korsika (Alignement von Stantari, Alignements von Palaggiu) und unverziert auf Sardinien (Pranu Muteddu) vorkommt. Sie wurden 1867 von Raphael Foresi an den zuständigen Paläontologen in Portoferraio gemeldet, der aber nichts unternahm. In der Nähe wurden in der Vergangenheit Bestattungen und Werkzeuge aus sardischem Obsidian vom Monte Arci gefunden.